# Tlingit

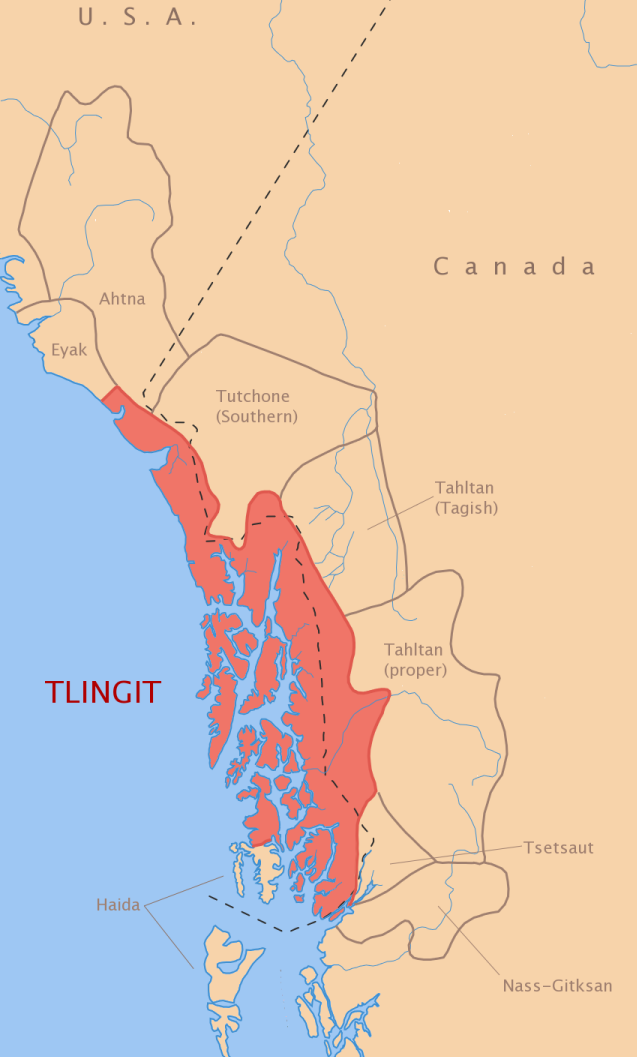
Territorio dei Tlingit

I Tlingit (IPA: /'klɪŋkɪt/, also /-gɪt/ or /'tlɪŋkɪt/) sono un popolo indigeno dell'America del Nord-Ovest. Il nome da essi in realtà utilizzato per identificarsi è Lingít (/ɬɪŋkɪt/), che significa popolo, mentre il nome russo Koloshi si incontra ormai solo nella vecchia letteratura storica. I Tlingit vivono per la maggior parte nell'Alaska sudorientale, e in minor numero in territorio canadese.

## Società
I Tlingit costituiscono una società matrilineare, sviluppatasi in una complessa cultura di cacciatori-raccoglitori nelle foreste temperate del sud-est dell'Alaska e nell'arcipelago Alessandro. Sono strettamente imparentati con gli Haida e gli Tsimshian.
Uno dei momenti sociali più importanti era la cerimonia potlatch che prevedeva la realizzazione di case di legno arricchite da decorazioni e da grandi pali-totem alti anche ventotto metri piantati davanti alla casa o agli angoli raffiguranti figure zoomorfe o antropomorfe. Di legno erano anche i piccoli pali-totem rappresentanti il ricordo degli antenati, le strutture cimiteriali e le casse per le ceneri del defunto. Da annoverare anche nella produzione artistica dei Tlingit le maschere, i copricapi e i pettorali. Grande importanza rivestì la pittura, eseguita sia per le facciate delle case sia per gli interni.

## Cultura

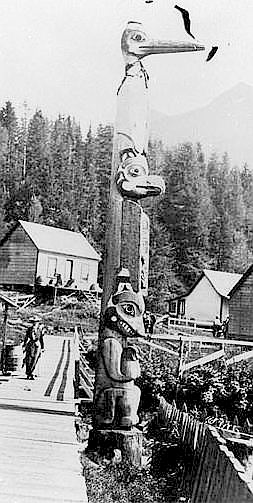
Un palo totemico Tlingit a Ketchikan intorno al 1901

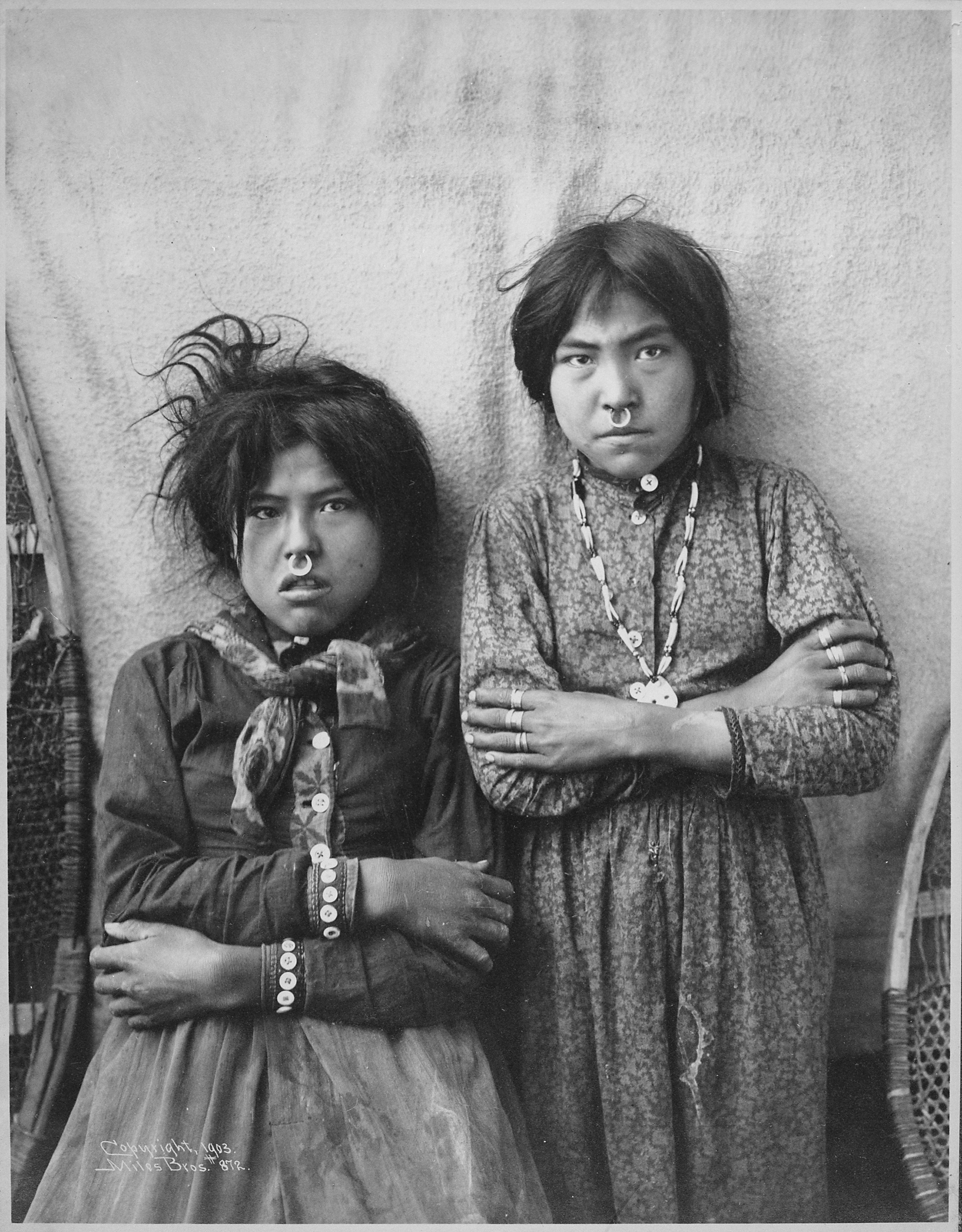
Due ragazze Tlingit, vicino al fiume Copper (fiume), 1903. Fotografia dei Fratelli Miles

La cultura Tlingit è sfaccettata e complessa, caratteristica, questa, delle popolazioni della costa del Pacifico nord-occidentale con accesso a ricche risorse naturali di facile sfruttamento. Nella cultura Tlingit hanno grande importanza la famiglia e la parentela e una ricca tradizione oratoria. La ricchezza e il potere economico sono indicatori importanti del rango sociale, ma lo sono anche la generosità e il comportamento corretto, segni di "buona educazione" e di legami con l'aristocrazia. L'arte e la spiritualità sono presenti in quasi tutte le aree della cultura Tlingit; anche oggetti di uso quotidiano come cucchiai e scatole sono decorati e investiti di potere spirituale e credenze storiche.
La società Tlingit è divisa in due fratrie, il Corvo e l'Aquila. Queste a loro volta sono divise in numerosi clan, che sono a loro volta suddivisi in lignaggi. Hanno un sistema di parentela matrilineare, con discendenza ed eredità trasmesse attraverso la linea materna. Questi gruppi hanno creste araldiche, che sono esposte su pali totemici, canoe, piatti da banchetto, pilastri delle abitazioni, tessuti, gioielli e altre forme d'arte. I Tlingit si trasmettono a.oow, coperte che rappresentavano la fiducia. Solo un Tlingit può ereditarne uno, ma possono anche consegnarlo a qualcuno di cui si fidano, che ne diventa responsabile ma non ne ha legittimamente la proprietà.
Come altri popoli nativi della costa nord-occidentale, i Tlingit in passato praticavano la schiavitù ereditaria, finché essa non fu messa fuorilegge dal goverso degli Stati Uniti.

## Filosofia e religione
Il pensiero e le credenze Tlingit, sebbene mai formalmente codificati, sono stati storicamente un sistema filosofico e religioso abbastanza ben organizzato i cui principi di base davano forma al modo in cui i Tlingit vedevano e interagivano con il mondo che li circondava. I Tlingit erano tradizionalmente animisti, e i cacciatori si purificavano ritualmente prima di cacciare gli animali. Gli sciamani, principalmente uomini, guarivano le malattie, influenzavano il tempo, aiutavano la caccia, predicevano il futuro e proteggevano le persone dalla stregoneria. Un principio centrale del sistema di credenze Tlingit è la reincarnazione sia degli umani che degli animali.
Tra il 1886 e il 1895, di fronte all'incapacità dei loro sciamani di curare le malattie provenienti dal Vecchio Mondo, tra cui il vaiolo, molti Tlingit si convertirono al cristianesimo ortodosso. I missionari ortodossi russi avevano tradotto la loro liturgia nella lingua Tlingit. È stato sostenuto i Tlingit che vedessero il cristianesimo ortodosso come un modo per resistere all'assimilazione allo "stile di vita americano", che era associato al presbiterianesimo. Dopo l'introduzione del cristianesimo, il sistema di credenze Tlingit iniziò a erodersi.
Oggi alcuni giovani Tlingit si rivolgono di nuovo alla religione tribale e alla visione del mondo tradizionale in cerca di ispirazione, sicurezza e senso di identità. Mentre molti anziani si convertirono al cristianesimo, il Tlingit contemporaneo "riconcilia il cristianesimo e la cultura tradizionale".

## Lingua
La lingua Tlingit appartiene alla famiglia linguistica Na-Dené. Ha un complesso sistema grammaticale e fonetico e utilizza anche alcuni fonemi ignoti in quasi tutte le altre lingue.
La lingua Tlingit ha circa 200-400 parlanti madrelingua negli Stati Uniti e 100 in Canada.  I parlanti sono bilingui o quasi-bilingui in inglese. Tribù, istituzioni e linguisti stanno attuando programmi di rivitalizzazione nel sud-est dell'Alaska per far rivivere e conservare la lingua Tlingit e la sua cultura. Il Sealaska Heritage Institute, il Goldbelt Heritage Institute e la University of Alaska Southeast hanno programmi in lingua Tlingit e si tengono corsi a Klukwan e Angoon.

## Abitazioni
Le tribù Tlingit storicamente costruivano case in assi di cedro, oggi chiamate clanhouse; erano dotate di fondazioni in modo che potessero conservare i loro averi sotto i pavimenti. Si dice che queste case non avessero adesivi, chiodi o qualsiasi altro tipo di dispositivo di fissaggio. Questa case erano di solito di forma quadrata o rettangolare e avevano disegni di facciata e pali totemici per rappresentare a quale clan e fratria i costruttori appartenevano.

## Economia

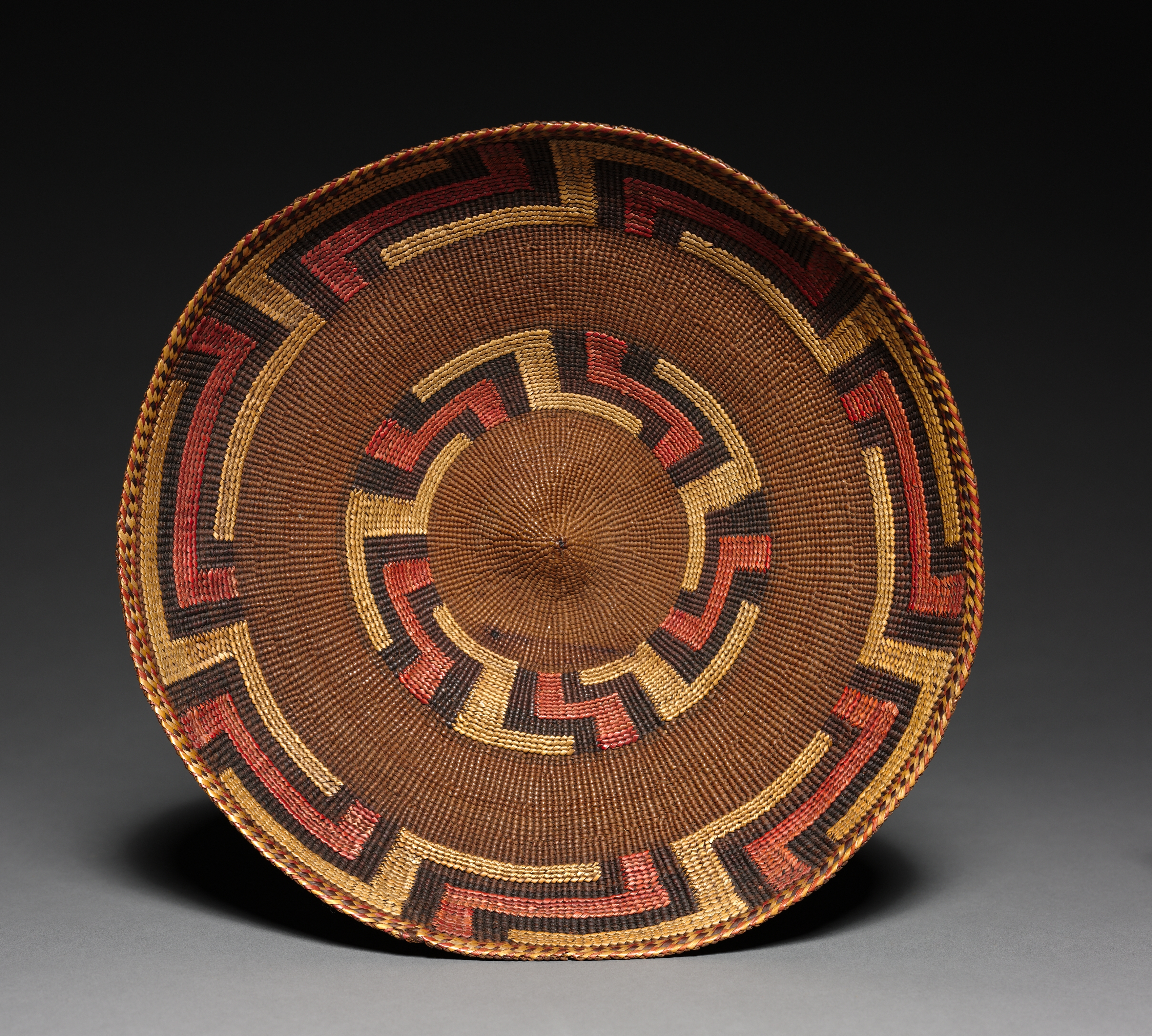
Vassoio intrecciato Tlingit, fine XIX secolo, radice di abete, Leymus, pigmento. Cleveland Museum of Art

Molti uomini Tlingit lavorano nel settore della pesca mentre le donne sono impiegate in fabbriche conserviere o nell'artigianato locale. I prodotti artigianali comprendono oggetti come sculture in legno e cestini intrecciati, che vengono venduti per uso pratico o ai turisti.

## Alimentazione
Il cibo è una parte fondamentale della cultura Tlingit e il loro territorio è ricco di risorse. La zona intertidale delle spiagge del sud-est dell'Alaska è ricca di specie commestibili; l'alimentazione basata su di esse può fornire una dieta abbastanza sana e varia, ma mangiare solo "cibo di spiaggia" è considerato spregevole tra i Tlingit e segno di povertà. E infatti gli sciamani e le loro famiglie erano tenuti ad astenersi dal cibo raccolto in spiaggia, e gli uomini tendevano ad evitare di mangiare cibo da spiaggia prima di battaglie o attività faticose, nella convinzione che li avrebbe indeboliti spiritualmente e forse anche fisicamente. Quindi, sia per ragioni spirituali che per aggiungere varietà alla dieta, i Tlingit raccolgono molte altre risorse alimentari oltre a quelle che trovano facilmente in prossimità degli insediamenti. Nessun'altra risorsa alimentare riceve tanta importanza quanto il salmone; ma la foca e la selvaggina vengono subito dopo.
Halibut, crostacei e alghe tradizionalmente fornivano cibo in primavera, mentre la tarda primavera e l'estate portavano la foca e il salmone. L'estate è il tempo per raccogliere bacche selvatiche e domestiche, come il salmonberry (Rubus spectabilis), il soapberry (Shepherdia canadensis) e il ribes. In autunno si cacciano le lontre marine. Anche l'aringa e l'eulachon sono importanti prodotti di base, che possono essere consumati freschi o secchi e conservati per un uso successivo. I pesci forniscono carne, olio e uova. I mammiferi marini, come i leoni marini e le lontre marine, sono utilizzati per i prodotti alimentari e i materiali di abbigliamento. Nelle foreste vicino alle loro case, i Tlingit cacciavano cervi, orsi, capre di montagna e altri piccoli mammiferi.

## Storia
Diverse culture indigene hanno occupato con continuità il territorio dell'Alaska per migliaia di anni, fino ai Tlingit. Una cultura umana con elementi legati ai Tlingit ebbe origine circa 10.000 anni fa vicino alle foci dei fiumi Skeena e Nass. Il primo contatto storico dei Tlingit con gli europei avvenne nel 1741 con esploratori russi. Seguirono esploratori spagnoli nel 1775. I Tlingit mantennero la loro indipendenza, ma furono colpiti da epidemie di vaiolo e altre malattie infettive portate dagli europei. L'epidemia di vaiolo del Pacifico nord-occidentale del 1862 uccise circa il 60% dei Tlingit della terraferma e il 37% di quelli dell'isola di Tlingit.

## Riferimenti nella cultura di massa
Gli usi e costumi del popolo Tlingit sono un elemento ricorrente nell'avventura grafica Tell Me Why, pubblicata nel corso del 2020 da Dontnod Entertainment.